# Rullierinereis faroensis
Rullierinereis faroensis är en ringmaskart som beskrevs av Kirkegaard 1998. Rullierinereis faroensis ingår i släktet Rullierinereis och familjen Nereididae. Arten har ej påträffats i Sverige. Inga underarter finns listade i Catalogue of Life.